# La clau d'or
La clau d'or, op. 55, és un ballet en sis escenes compost per Mieczysław Weinberg entre 1954 i 1955, sobre un escenari d'Alexandr Gaiamov basat en el conte infantil satíric d'Aleksei Tolstoi, que era una reinterpretació lliure de la història de Pinotxo.
Alexei Tolstoi, un escriptor que comprensiblement mai va voler causar problemes a l'estat estalinista, va proporcionar el llibret. La trama combina elements de Pinotxo, Petruixka i fins i tot de Les mongetes màgiques. És un conte de fades obert a múltiples lectures.

## Argument
L'obra narra les aventures de Buratino, un titella creat per Papa Carlo(un homenatge a Carlo Collodi, l'autor del conte original de Pinotxo), que cobra vida i troba una clau d'or màgica que obre una porta cap a un món desconegut. Al llarg del ballet, Buratino s'enfronta a diverses figures, com el malvat Karabas-Barabas, director d'un teatre de titelles que representa obres tristes. També apareixen personatges de la commedia dell'arte, com Arlecchino i Pierrot, així com altres criatures com un grill, un gat, una guineu i una rata anomenada Xuixera. L'obra culmina amb una persecució final.
Buratino  es pot interpretar com una figura revolucionària —encapçalant una rebel·lió contra el titellaire— o bé com una crítica al sistema soviètic. Descobreix la clau que condueix al País de la Felicitat.

## Suites
Weinberg el va revisar el 1961 i el va transformar en quatre suites orquestrals l’any 1964.

### Suite núm. 1, op. 55A
- 1. Preludi
- 2. Papa Carlo crea el titella Buratino
- 3. Dansa de Buratino
- 4. Dansa de Malvina
- 5. Dansa d’Arlequí
- 6. Dansa de Pierrot
- 7. Tarantel·la
- 8. Adagio

### Suite núm. 2, op. 55B
- 1. Interludi
- 2. Arribada del teatre
- 3. Xafarderies; Noia i Noi
- 4. Colombina i l'escura-xemeneies
- 5. Adagio
- 6. Scherzo
- 7. Baralla

### Suite núm. 3, op. 55C
- 1. L’escenari
- 2. Papa Carlo
- 3. Marxa de la cuqueta de llum
- 4. La tortuga
- 5. Karabas examina en Buratino
- 6. A la comissaria
- 7. La corda de saltar

### Suite núm. 4, op. 55D
- 1. Dansa de Buratino amb la clau
- 2. Elegia
- 3. Dansa de l’Artemon
- 4. Dansa del grill
- 5. Dansa del gat i la guineu
- 6. Dansa de la rata Xuixera
- 7. La lliçó
- 8. La persecució